# Siglin Rocks
Die Siglin Rocks sind eine 140 m hohe, isolierte Felsformation an der Bakutis-Küste des westantarktischen Marie-Byrd-Lands. Sie liegen auf halbem Weg zwischen dem Schneider Rock und den Binder Rocks auf der Westseite der Martin-Halbinsel.
Erste Luftaufnahmen der Formationen fertigte die United States Navy im Januar 1947 bei der Operation Highjump (1946–1947) an. Das Advisory Committee on Antarctic Names benannte sie 1967 nach Chief Warrant Officer Daniel Francis Siglin (1930/31–2014) von der US Navy, Koordinator für den Unterhalt des Flugfelds Williams Field nahe der McMurdo-Station während der Operation Deep Freeze des Jahres 1967.